# Непобеждённая (фильм)
Непобеждённая (англ. Helen Keller in Her Story,  также англ. The Unconquered) — документальный фильм режиссёра Нэнси Гамильтон, рассказывающий о жизни слепоглухой американки Хелен Келлер. Картина получила премию «Оскар» в номинации «Лучший документальный полнометражный фильм».

## Сюжет
Картина рассказывает о жизни американки Хелен Келлер. В возрасте девятнадцати месяцев она заболела «воспалением мозга» (предполагается, что это была скарлатина или же менингит). Хелен удалось вылечиться, но в результате она полностью лишилась слуха и зрения. 
Несмотря на это, она смогла научиться читать и писать, освоила несколько иностранных языков и позднее получила высшее образование. Хелен постоянно сопровождала её учительница Энн Салливан. 
Фильм состоит из чёрно-белой кинохроники, показывающей историю обучения Келлер, а также из видеозаписей о её повседневной жизни и общественной деятельности. 

## В ролях
| Актёр                  | Роль        |
| ---------------------- | ----------- |
| Кэтрин Корнелл         | рассказчик  |
| Хелен Келлер           | саму себя   |
| Полли Томпсон          | саму себя   |
| Энн Салливан           | саму себя   |
| Дуайт Дэвид Эйзенхауэр | самого себя |
| Марта Грэм             | саму себя   |
| Яша Хейфец             | самого себя |
| Роберт Хелпманн        | самого себя |
| Гертруда Стайн         | саму себя   |

## Релиз
Первоначально, в 1954 году, фильм был назван «The Unconquered» (рус. Непобеждённая), однако позднее он был переименован в «Helen Keller in Her Story» (рус. Хелен Келлер в её истории) и под таким названием показан на американском телевидении.
Фильм был положительно оценён критиками и получил премию «Оскар». На сайте «Rotten Tomatoes» его рейтинг составляет 83 процента[≡].

## Награды и номинации
| Награды и номинации                 | Награды и номинации | Награды и номинации                        | Награды и номинации | Награды и номинации |
| Награда                             | Год                 | Категория                                  | Номинирован(а)      | Итог                |
| ----------------------------------- | ------------------- | ------------------------------------------ | ------------------- | ------------------- |
| Национальный совет кинокритиков США | 1954                | Лучшие десять фильмов                      |                     | Победа              |
| Оскар                               | 1956                | Лучший документальный полнометражный фильм |                     | Победа              |